# Cyphostemma rotundistipulatum
Cyphostemma rotundistipulatum är en vinväxtart som beskrevs av Wild & R. B. Drumm.. Cyphostemma rotundistipulatum ingår i släktet Cyphostemma och familjen vinväxter. Inga underarter finns listade i Catalogue of Life.